# Szwecja na Zimowych Igrzyskach Olimpijskich 1988
Szwecję na Zimowych Igrzyskach Olimpijskich 1988 reprezentowało 67 zawodników. Był to piętnasty start Szwecji na zimowych igrzyskach olimpijskich.

## Zdobyte medale
| Medal | Zawodnik | Dyscyplina sportowa   | Konkurencja                    |
| ----- | --- | --------------------- | ------------------------------ |
| Złoto | Gunde Svan | Biegi narciarskie     | 50 km stylem dowolnym mężczyzn |
| Złoto | Torgny Mogren Jan Ottosson Gunde Svan Thomas Wassberg | Biegi narciarskie     | Sztafeta mężczyzn              |
| Złoto | Tomas Gustafson | Łyżwiarstwo szybkie   | 5000 m                         |
| Złoto | Tomas Gustafson | Łyżwiarstwo szybkie   | 10 000 m                       |
| Brąz  | Lars-Börje Eriksson | Narciarstwo alpejskie | Supergigant mężczyzn           |
| Brąz  | Peter Andersson Mikael Andersson Peter Åslin Jonas Bergqvist Bo Berglund Thom Eklund Anders Eldebrink Peter Eriksson Thomas Eriksson Michael Hjälm Lars Ivarsson Mikael Johansson Lars Karlsson Mats Kihlström Peter Lindmark Lars Molin Jens Öhling Lars-Gunnar Pettersson Thomas Rundqvist Tommy Samuelsson Ulf Sandström Håkan Södergren | Hokej na lodzie       | Mężczyźni                      |

## Wyniki reprezentantów Szwecji

### Biathlon
Mężczyźni
- Leif Andersson

sprint - 57. miejsce
bieg indywidualny - 37. miejsce
- Mikael Löfgren

sprint - 22. miejsce
bieg indywidualny - 51. miejsce
- Peter Sjödén

sprint - 47. miejsce
bieg indywidualny - 31. miejsce
- Roger Westling

sprint - 54. miejsce
bieg indywidualny − DNF
- Peter Sjödén
Mikael Löfgren
Roger Westling
Leif Andersson

sztafeta - 7. miejsce

### Biegi narciarskie
Mężczyźni
- Christer Majbäck

15 km stylem klasycznym - 11. miejsce
- Torgny Mogren

15 km stylem klasycznym - 24. miejsce
30 km stylem klasycznym - 11. miejsce
50 km stylem dowolnym - 28. miejsce
- Jan Ottosson

15 km stylem klasycznym - 16. miejsce
30 km stylem klasycznym - 16. miejsce
50 km stylem dowolnym - 6. miejsce
- Gunde Svan

15 km stylem klasycznym - 16. miejsce
30 km stylem klasycznym - 10. miejsce
50 km stylem dowolnym - 
- Thomas Wassberg

30 km stylem klasycznym - 42. miejsce
50 km stylem dowolnym − DNF
- Jan Ottosson
Thomas Wassberg
Gunde Svan
Torgny Mogren

sztafeta - 
Kobiety
- Annika Dahlman

10 km stylem klasycznym - 28. miejsce
- Anna-Lena Fritzon

5 km stylem klasycznym - 17. miejsce
10 km stylem klasycznym - 13. miejsce
20 km stylem dowolnym - 9. miejsce
- Lis Frost

20 km stylem dowolnym - 21. miejsce
- Marie Johansson

5 km stylem klasycznym - 21. miejsce
- Karin Lamberg-Skog

20 km stylem dowolnym - 22. miejsce
- Karin Svingstedt

5 km stylem klasycznym - 23. miejsce
10 km stylem klasycznym - 22. miejsce
- Marie-Helene Westin

5 km stylem klasycznym - 7. miejsce
10 km stylem klasycznym - 8. miejsce
20 km stylem dowolnym - 9. miejsce
- Lis Frost
Anna-Lena Fritzon
Karin Lamberg-Skog
Marie-Helene Westin

sztafeta - 6. miejsce

### Bobsleje
Mężczyźni
- Per-Anders Persson
Rolf Åkerström

Dwójki - 14. miejsce

### Hokej na lodzie
Mężczyźni
- Peter Andersson, Mikael Andersson, Peter Åslin, Jonas Bergqvist, Bo Berglund, Thom Eklund, Anders Eldebrink, Peter Eriksson, Thomas Eriksson, Michael Hjälm, Lars Ivarsson, Mikael Johansson, Lars Karlsson, Mats Kihlström, Peter Lindmark, Lars Molin, Jens Öhling, Lars-Gunnar Pettersson, Thomas Rundqvist, Tommy Samuelsson, Ulf Sandström, Håkan Södergren –

### Łyżwiarstwo figurowe
Mężczyźni
- Peter Johansson

soliści - 24. miejsce
Kobiety
- Lotta Falkenbäck

solistki - 21. miejsce

### Łyżwiarstwo szybkie
Mężczyźni
- Claes Bengtsson

500 m - 32. miejsce
1000 m - 21. miejsce
1500 m - 13. miejsce
- Per Bengtsson

5000 m - 19. miejsce
- Tomas Gustafson

5000 m - 
10 000 m - 
- Göran Johansson

500 m - 18. miejsce
1000 m - 30. miejsce
- Joakim Karlberg

1500 m − DNF
5000 m - 30. miejsce
10 000 m - 12. miejsce
- Hans Magnusson

500 m - 30. miejsce
1000 m - 27. miejsce
1500 m - 24. miejsce
Kobiety
- Jasmin Krohn

500 m - 28. miejsce
3000 m - 10. miejsce
5000 m - 8. miejsce

### Narciarstwo alpejskie
Mężczyźni
- Lars-Börje Eriksson

zjazd - 27. miejsce
supergigant - 
kombinacja − DNF
- Lars-Göran Halvarsson

slalom − DNF
- Niklas Henning

zjazd - 30. miejsce
supergigant − DNF
kombinacja - 10. miejsce
- Niklas Lindqvist

zjazd - 40. miejsce
supergigant - 20. miejsce
kombinacja − DNF
- Jonas Nilsson

gigant - 21. miejsce
slalom - 6. miejsce
- Ingemar Stenmark

gigant − DNF
slalom - 5. miejsce
- Jörgen Sundqvist

gigant - 22. miejsce
- Johan Wallner

gigant - 16. miejsce
slalom − DNF
Kobiety
- Monika Äijä

gigant − DNF
slalom − DNF
- Kristina Andersson

gigant - 22. miejsce
slalom − DNF
- Catharina Glassér-Bjerner

gigant − DNF
slalom − DNF
- Camilla Nilsson

gigant − DNF
slalom − DNF

### Saneczkarstwo
Mężczyźni
- Mikael Holm

jedynki - 20. miejsce
- Anders Näsström

jedynki - 25. miejsce

### Skoki narciarskie
Mężczyźni
- Jan Boklöv

Skocznia normalna - 28. miejsce
Skocznia duża - 18. miejsce
- Anders Daun

Skocznia normalna - 27. miejsce
Skocznia duża - 21. miejsce
- Per-Inge Tällberg

Skocznia normalna - 36. miejsce
Skocznia duża - 22. miejsce
- Staffan Tällberg

Skocznia normalna - 8. miejsce
Skocznia duża - 8. miejsce
- Per-Inge Tällberg
Anders Daun
Jan Boklöv
Staffan Tällberg

drużynowo - 7. miejsce